# Aeroportul Internațional Tobías Bolaños
Aeroportul Internațional Tobías Bolaños (IATA: SYQ, ICAO: MRPV) este un aeroport din Pavas⁠(d), San José Canton⁠(d), San José Province⁠(d), Costa Rica ce deservește zona San José. Aeroportul a fost tranzitat în 2018 de 691 de pasageri.
Situat la o altitudine de 1.001 m, aeroportul dispune de o singură pistă.